# Řetězový most v Žatci
Řetězový most v Žatci přes řeku Ohři byl postaven v roce 1827 na místě dřívějšího dřevěného mostu. Je uváděn jako nejstarší řetězový most v Čechách, v době svého vzniku byl nejdelším řetězovým mostem v Evropě. Po jeho dožití byl na jeho místě roku 1896 postaven příhradový most. Most spojoval vlastní město Žatec s jeho předměstím na levém břehu Ohře a vedla po něm silnice na Chomutov, Most a Teplice.

## Historie
Již na Willenbergově vedutě z roku 1611 je na místě zobrazen krytý dřevěný most. Řetězovým mostem byl nahrazen dřevěný most z počátku 19. století, který téměř před každou zimou musel být rozebírán kvůli plovoucím ledům. Nejbližší další most byl u Postoloprt.
Stavbu mostu zajistil stát v rámci výstavby státních silnic. Most projektoval Bedřich Schnirch, rodák z Lounska, stejně jako řetězové mosty ve Strážnici, most císaře Františka I. v Praze, most u Podolska (dnes po přemístění jediný dochován jako Stádlecký most), řetězové mosty ve Strakonicích, v Poděbradech, u Jaroměře či v Postoloprtech a první návrh mostu v Lokti. Most projektoval pod dozorem ředitele státních silnic Pavla Strobacha. Některé německé zdroje připisují autorství mostu pouze Pavlu Strobachovi, který byl jako jediný uvedený na pamětních deskách.
Základní kámen byl položen při velké slavnosti 26. června 1826 doprostřed budoucí zdi vstupní mostní brány blíže městu, při té příležitosti byla vydána patetická pamětní brožura. Most byl uveden do provozu 4. října 1827, v den jmenin císaře Františka I., opět v rámci slavnosti. Císař František I. most viděl až při své návštěvě Žatce roku 1833.
Roku 1891 bylo zjištěno, že kotevní články byly zcela prorezlé, protože se kvůli malým kotevním komorám nedaly řádně čistit ani natírat, a most byl pro havarijní stav uzavřen. Pro narůstající dopravu byl most také již příliš úzký a měl malou nosnost. V letech 1895–1896 byl nahrazen novým, příhradovým mostem, kterému však místní ze setrvačnosti dále říkali „řetězák“. Koncem 50. nebo počátkem 70. let 20. století byl příhradový most vyřazen ze silniční sítě a vyhrazen kvůli špatnému stavu jen pro pěší, po rekonstrukci je od roku 2001 přístupný i osobním automobilům a cyklistům a je evidován jako městský most pod č. 353c-M1.

## Popis mostu
Na obou březích Ohře byly postaveny zděné brány s pylony v podobě věžovitých nástaveb mostního pilíře, nesoucích lana mostu. Vše bylo ukotveno na dubovém roštu. Mezi pylony byly do oblouku zavěšeny dvě trojice řetězů, z nichž visely svislice nesoucí kostru mostovky a dřevěnou mostovku samotnou. Řetězy byly zakotveny šikmo přes pylony pod úrovní terénu ve vzdálenosti 7 sáhů a 5 střevíců od závěsných os. Most byl dlouhý necelých 64 m, z toho přes řeku ve volné šíři 59,72 metrů. Mostovka byla široká 3 sáhy (5,55 metru), což umožňovalo obousměrný provoz. Pouze v bránách byla vozovka zúžena na 2 sáhy a 1 střevíc.
Na stavbu byl použit holedečský a liběšický kámen a kvádry ze Smolnice, Tuchořic a Liběšic. Železo dodávala Fürstenberská knížecí huť Neu Joachimstal (Nový Jáchymov) ve formě svářkové oceli. Díly pro most se vyráběly v novém podniku Františka Antonína Kolovrata-Libštejnského v Růženině huti ve Skuhrově nad Bělou na Rychnovsku.

## Památky
V žateckém muzeu se dochovaly dvě litinové pamětní tabule s oslavnými latinskými texty. Blíže městu byla tabule připomínající, že železo pro stavbu poskytla vlast, že se o zdar stavby zasloužil nejvyšší purkrabí zemský hrabě František Kolovrat, dozor měl stavební ředitel Pavel Strobach a kovové části dodala huť v Rychnově. Deska na bráně na levém břehu zmiňovala císaře Františka I. Habsburského. Na desce bylo rovněž uvedeno, že most byl prvním železným mostem v Čechách a prvním rakouským mostem, přes který se dalo přejíždět vozy. Bylo uvedeno rovněž datum položení základního kamene a datum dokončení stavby. Roku 1838 byl nad hlavní vstup umístěn ještě velký latinský chronografický nápis. Desky jsou umístěny v průchodu bývalého německého městského muzea (dnes sídla městské policie) na nám. 5. května čp. 127.
Dva původní články z řetězu jsou od června 2016 vystaveny v budově Staré papírny v rámci expozice „Z dějin žateckého průmyslu“ Regionálního muzea K. A. Polánka.
V roce 2017 nechalo muzeum vyrobit model mostu v měřítku 1:30 a připravilo stálou expozici věnující se historii mostu.